# Kip (geslacht)
Kip (ook: Taalman Kip en: Van Erp Taalman Kip) is een Nederlandse, van oorsprong Duitse familie die militairen en een minister voortbracht.

## Geschiedenis
De stamreeks begint met Lambrecht Kipp, een koopman te Aken die leefde van circa 1485-1520. Een nazaat in de zesde generatie Abraham werd in 1632 poorter van 's-Hertogenbosch. Zijn nageslacht leefde voort in Nederland.
Maarten Johan Louis Kip (1715-1769) trouwde als weduwnaar in tweede echt in 1751 met Christina Maria Taalman (1724-1795); een zoon nam daarna de naam Taalman Kip aan.
De familie werd opgenomen in het genealogische naslagwerk Nederland's Patriciaat in 1912.

## Enkele telgen
Abraham Kip(p) (†1664), vaandrig van de Colveniers, poorter van 's-Hertogenbosch (1632)
- Maarten Kip (1637-1718), wagenmeester-generaal kolonel en commandeur van Willemstad
  - mr. Abraham Kip (1685-1730), drossaard van Oudenbosch
    - Maarten Johan Louis Kip (1715-1769), generaal-majoor der cavalerie; trouwde in 1751 in met Christina Maria Taalman (1724-1795)
      - Willem Frederik Taalman Kip (1761-1800)
        - Marcus Jacobus van Erp Taalman Kip, heer van Waarder (1793-1867), secretaris en rentmeester van het Grootwaterschap Woerden
          - Willem Frederik van Erp Taalman Kip (1824-1905), minister van Marine; trouwde in 1854 Alida Charlotte Albertine de Brauw (1825-1898), lid van de familie De Brauw
            - Petronella Christina Joanna van Erp Taalman Kip (1864-1944); trouwde in 1884 met Gerhardus Fabius (1860-1928), kapitein ter zee, lid hoofdbestuur Nederlandse Rode Kruis, lid van de familie Fabius
            - Willem Frederik van Erp Taalman Kip (1867-1942), 1e luitenant-ter-zee, inspecteur van het Loodswezen, officier in de Orde van Oranje-Nassau

          - Louis Francois Christiaan van Erp Taalman Kip (1829-1913), ontvanger van de gasfabriek te Utrecht
            - dr. Marcus Jacobus van Erp Taalman Kip (1866-1926), geneesheer-directeur van het Sanatorium te Arnhem; trouwde in 1895 met zijn nicht Anna Maria Vigelius (1865-1936)
            - Aleid Louis van Erp Taalman Kip (1867-); trouwde in 1895 met Harmanus Spanjaerdt Speckman (1857-1933), luitenant-kolonel der infanterie
            - Louis Johan van Erp Taalman Kip (1871-1897), directeur van de Gasfabriek te Harlingen; trouwde in 1897 met zijn nicht Carolina Debora Maria Vigelius (1872-)

          - Huibert Carel van Erp Taalman Kip (1833-), kolonel-intendant
          - Carolina Debora Maria van Erp Taalman Kip (1837-1923); trouwde in 1863 Carel Christiaan Vigelius (1833-1897), kolonel bij de geneeskundige dienst
          - Bruno van Erp Taalman Kip (1839-1908), kapitein der infanterie
            - Bruno van Erp Taalman Kip (1884-), officier Koninklijke Marine

        - Johanna Frederika Charlotte Taalman Kip (1797-1880); trouwde in 1835 met majoor der genie Théodore Albert van Maanen (1810-1887), lid van de familie Van Maanen

Geslachten die opgenomen zijn in het sinds 1910 verschijnende genealogische naslagwerk Nederland's Patriciaat. Lijst volgens opgave van het CBG Centrum voor familiegeschiedenis.
A · B · C · D · E · F · G · H · I · J · K · L · M · N · O · P · Q · R · S · T · U · V · W · Y · Z